# Station Baexem-Heythuysen
Station Baexem-Heythuysen is het voormalige spoorwegstation van Baexem en Heythuysen in de vroegere gemeente Heythuysen. Het station lag aan de spoorlijn tussen de stations Weert en Roermond, de zogenaamde IJzeren Rijn. Het stationsgebouw stamt uit 1879 en is in 1938 gesloten. Tijdens de Tweede Wereldoorlog konden reizigers er weer gebruik van maken, totdat het in 1944 door Duitse troepen werd opgeblazen. De restanten van het gebouw werden gebruikt bij een grote verbouwing die resulteerde in een woonhuis. Dit woonhuis staat er nog steeds.
In 2005 opperde een groep bewoners van Baexem en Heythuysen het idee om het station weer te openen. Toen in september 2006 de plannen bekend werden gemaakt voor de verbreding van de N280 met een rondweg rond Baexem, ontstond protest bij de bewoners. Zij willen liever een station waar ieder uur een stoptrein stopt.
55: Budel ·
64: Weert ·
73: Kelpen ·
77: Baexem-Heythuysen ·
Haelen ·
Buggenum ·
88: Roermond ·
94: Melick-Herkenbosch ·
102: Vlodrop
Beek-Elsloo ·
Blerick · 
Bunde · 
Chevremont · 
Echt ·
Eijsden ·
Eygelshoven ·
-Markt · 
Geleen:
-Lutterade · 
-Oost · 
Heerlen ·
-Woonboulevard ·
Hoensbroek · 
Horst-Sevenum · 
Houthem-Sint Gerlach · 
Kerkrade Centrum ·
Klimmen-Ransdaal · 
Landgraaf · 
Maastricht ·
-Noord · 
-Randwyck · 
Meerssen ·
Mook-Molenhoek ·
Nuth · 
Reuver · 
Roermond ·
Schin op Geul · 
Schinnen · 
Sittard · 
Spaubeek · 
Susteren · 
Swalmen · 
Tegelen · 
Valkenburg · 
Venlo · 
Venray ·
Voerendaal · 
Weert
Voormalige stations: zie de lijst van voormalige spoorwegstations in Limburg (Nederland)